# Willa Szumka
Willa Szumka – zabytkowa willa w Gdyni. Mieści się w dzielnicy Kamienna Góra przy ul. Sienkiewicza 37.
Została zbudowana w 1923 roku. Od 1976 widnieje w rejestrze zabytków.